# Lori masqué
Eos semilarvata
Espèce
Statut de conservation UICN

 NT  : Quasi menacé
Statut CITES
Le Lori masqué (Eos semilarvata) est une espèce d'oiseau de la famille des Psittacidae, endémique de Céram aux Moluques.

## Description
Cet oiseau présente un plumage essentiellement rouge et bleu.